# Калијера (Мантова)
Калијера је насеље у Италији у округу Мантова, региону Ломбардија.
Према процени из 2011. у насељу је живело 212 становника. Насеље се налази на надморској висини од 34 м.